# Oemona hirta
Oemona hirta är en skalbaggsart som först beskrevs av Fabricius 1775.  Oemona hirta ingår i släktet Oemona och familjen långhorningar. Inga underarter finns listade i Catalogue of Life. Denna art är en karantänskadegörare som har potential att orsaka omfattande skadegörelse och alla misstänkta fynd av den ska därför rapporteras till Jordbruksverket.